# Dardaner
Dardanerna (på grekiska dardanioi eller dardanoi; på albanska dardanët) var ett antikt folkslag som bland annat nämns i Homeros' Iliaden där de var Trojas allierade. Deras ledare var Aeneas och de var bosatta vid berget Ida i Mindre Asien. De saknade egentlig civilisation och beskrivs ha varit bosatta i jordkulor.
Dardanerna beskrivs senare som synonyma med trojanerna själva.

## Historia
I historisk tid omnämns dardanerna som ett illyriskt folk på norra Balkan (vid Moravas övre lopp i närvarande Serbien). Under 300- och 200-talen f.Kr. invaderade dardanerna Makedonien. Då romarna erövrade Balkan bjöd dardanerna hårt motstånd och genomförde senare flera uppror, till och med så sent som under Marcus Aurelius' tid. År 297 skilde Diocletianus deras territorium från Moesia superior. Territoriet blev då en separat provins med huvudstaden Naissus (nu Niš), vilket var Konstantin den stores födelseplats.

## Etymologi
Namnet kommer av folker dardaner och sägs komma ifrån det illyriska-albanska ordet dardhë, med betydelse päron på svenska.

## Kultur
Dardanerna ska ha varit intresserade av musik och spelade traditionellt flöjt och lyra.

## Galleri

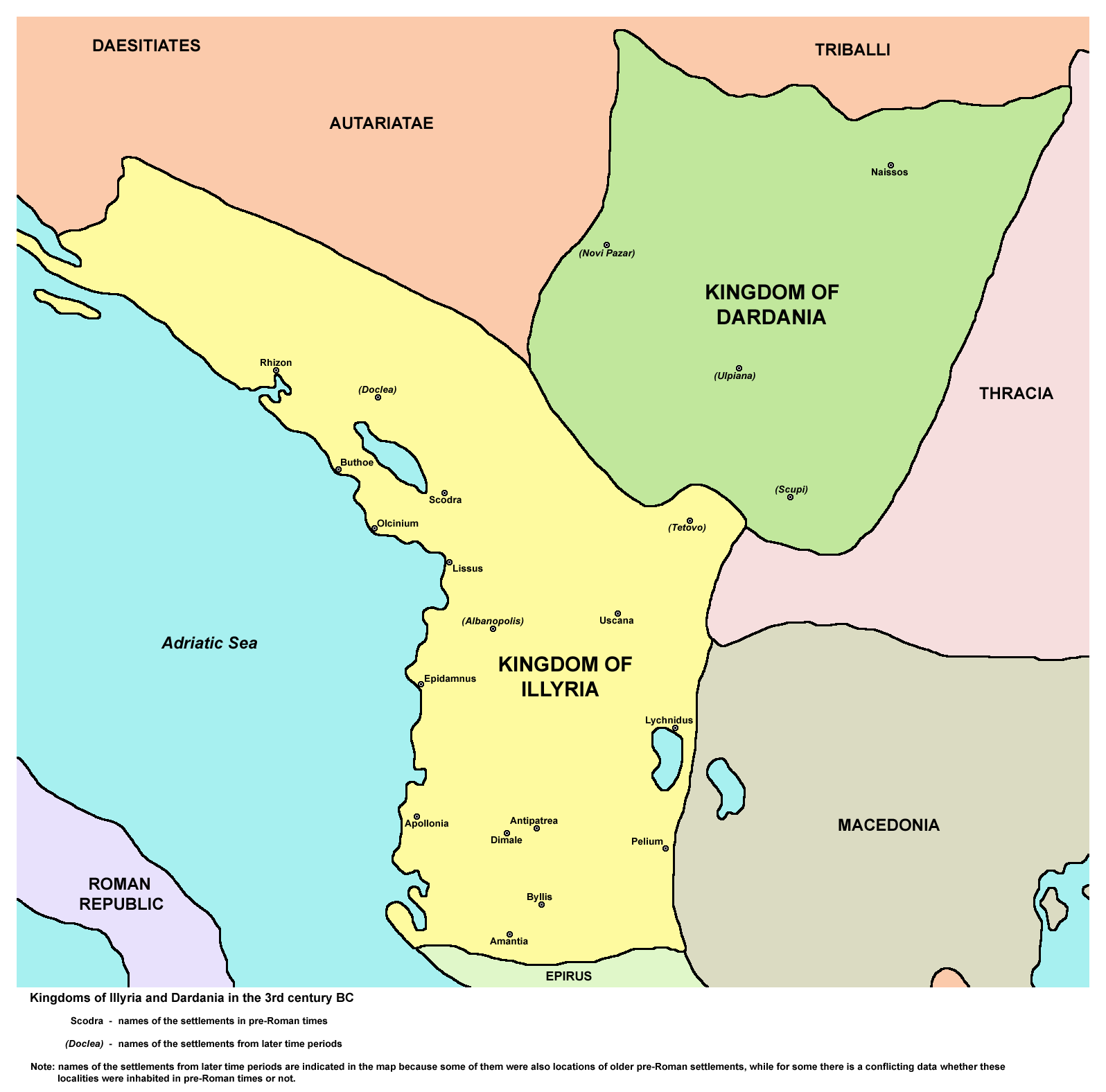
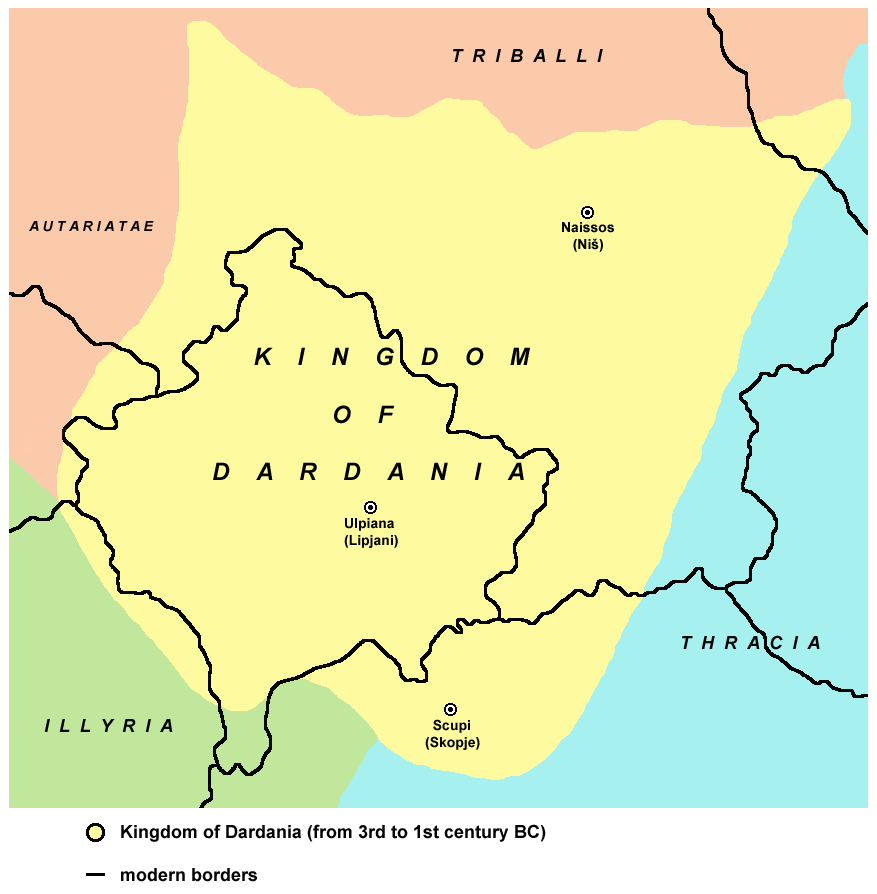
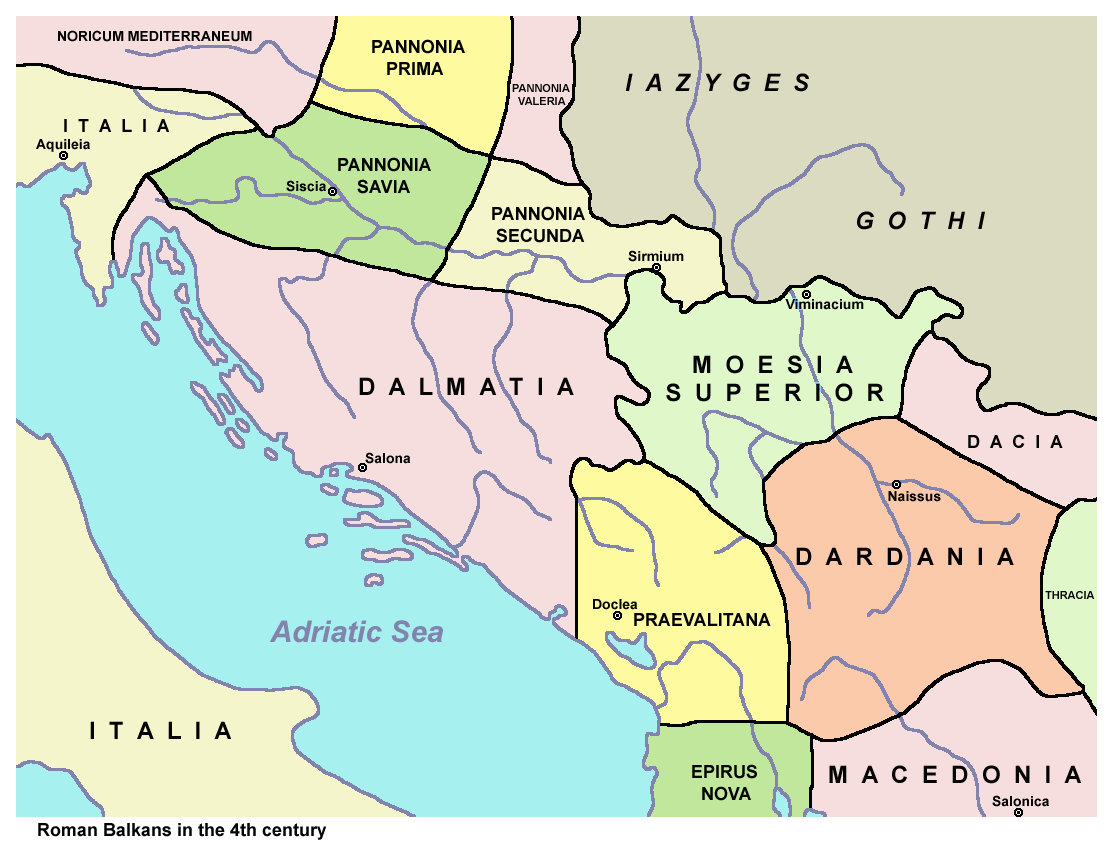
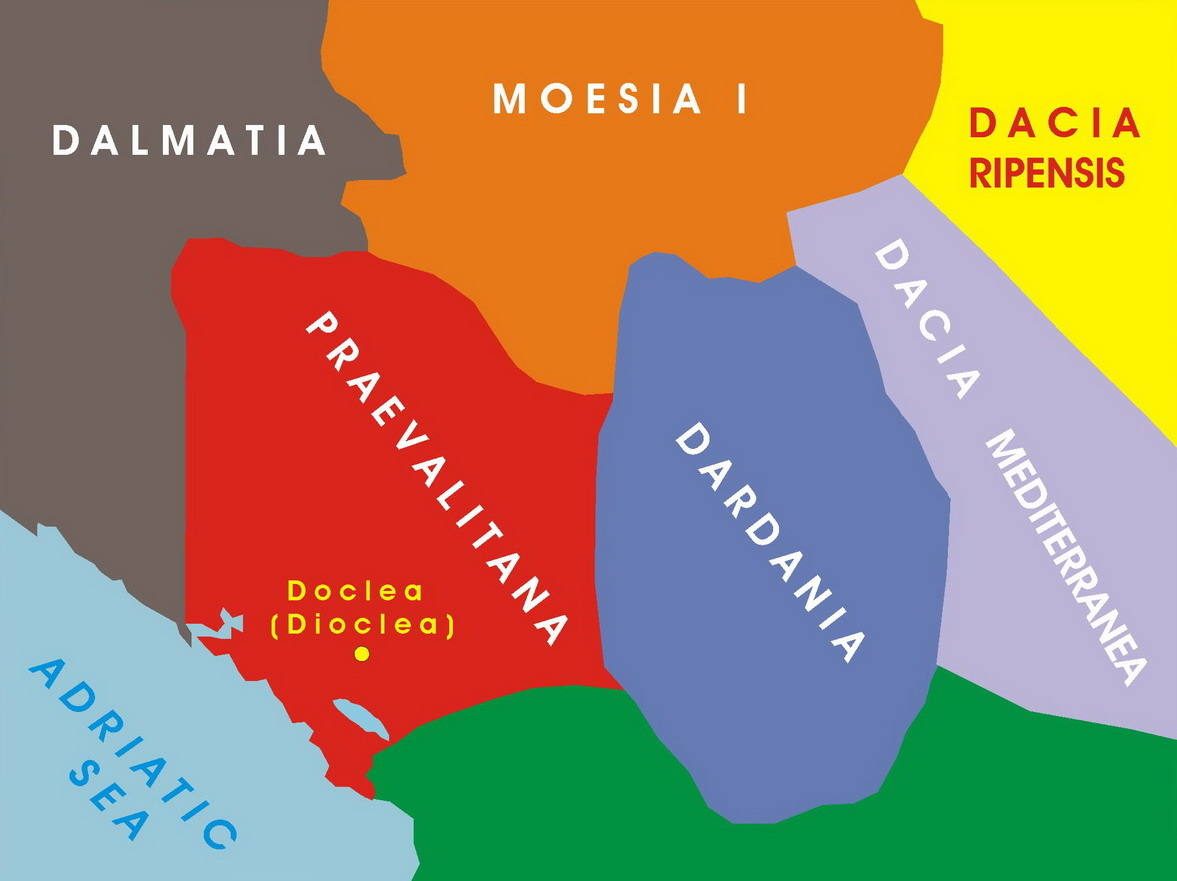
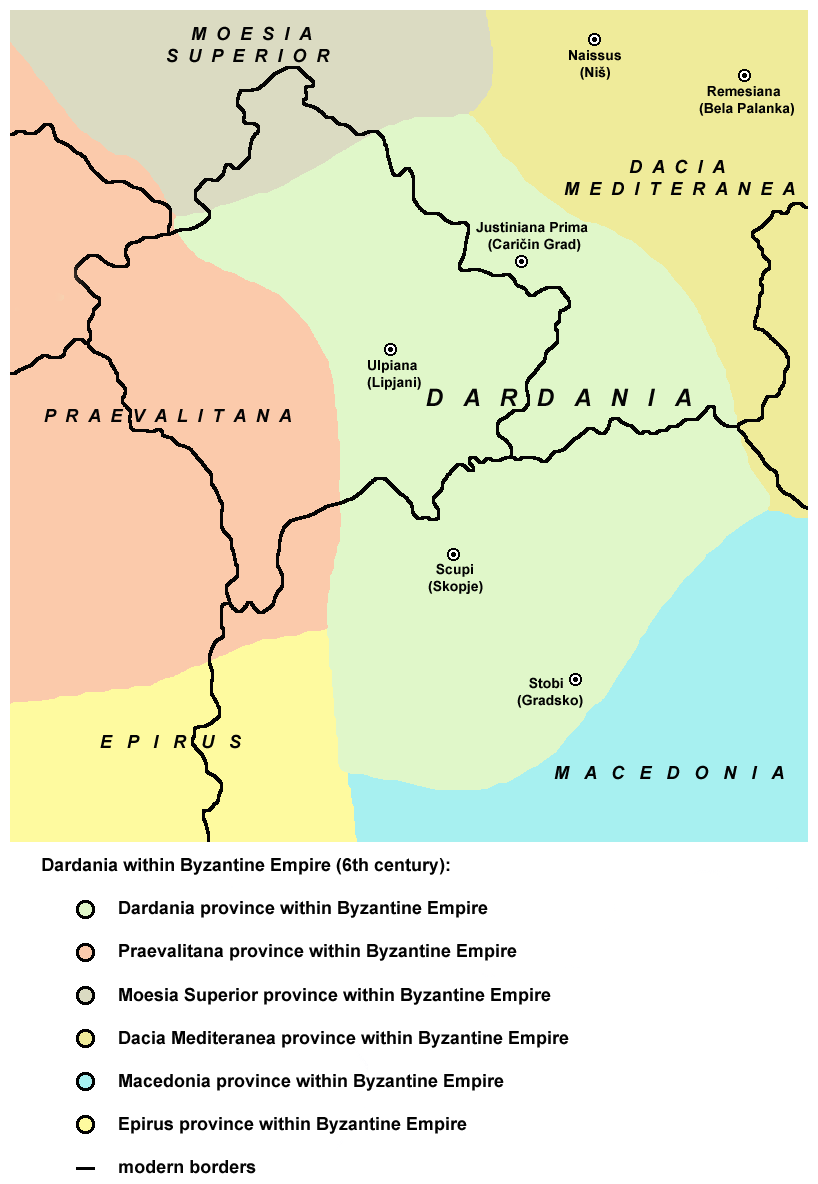

## Personer
- Bardylis
- Audata
- Cleitus
- Bardylis II
- Bircenna
- Longarus
- Bato